# Дандас (Міннесота)
Дандас (англ. Dundas) — місто (англ. city) в США, в окрузі Райс штату Міннесота. Населення — 1712 особи (2020).

## Географія
Дандас розташований за координатами 44°25′39″ пн. ш. 93°12′13″ зх. д. / 44.42750° пн. ш. 93.20361° зх. д. (44.427590, -93.203600).  За даними Бюро перепису населення США в 2010 році місто мало площу 4,97 км², уся площа — суходіл.

## Демографія
Згідно з переписом 2010 року, у місті мешкало 1367 осіб у 514 домогосподарствах у складі 376 родин. Густота населення становила 275 осіб/км².  Було 533 помешкання (107/км²).
Расовий склад населення:
| - 93,9 % — білих - 1,6 % — азіатів - 0,7 % — чорних або афроамериканців - 0,3 % — корінних американців - 2,2 % — осіб інших рас |

До двох чи більше рас належало 1,3 %. Частка іспаномовних становила 4,6 % від усіх жителів.
За віковим діапазоном населення розподілялося таким чином: 27,7 % — особи молодші 18 років, 64,0 % — особи у віці 18—64 років, 8,3 % — особи у віці 65 років та старші. Медіана віку мешканця становила 33,6 року. На 100 осіб жіночої статі у місті припадало 102,5 чоловіків;  на 100 жінок у віці від 18 років та старших — 101,0 чоловіків також старших 18 років.
Середній дохід на одне домашнє господарство  становив 73 789 доларів США (медіана — 66 300), а середній дохід на одну сім'ю — 83 670 доларів (медіана — 78 385). Медіана доходів становила 50 938 доларів для чоловіків та 40 083 долари для жінок. За межею бідності перебувало 7,5 % осіб, у тому числі 13,2 % дітей у віці до 18 років та 0,0 % осіб у віці 65 років та старших.
Цивільне працевлаштоване населення становило 885 осіб. Основні галузі зайнятості: освіта, охорона здоров'я та соціальна допомога — 24,5 %, виробництво — 15,5 %, роздрібна торгівля — 13,0 %, будівництво — 10,6 %.